# 堀直恒
堀 直恒（ほり なおつね）は、江戸時代中期の大名。越後国椎谷藩3代藩主。通称は万之助。椎谷堀家6代。官位は従五位下・遠江守。

## 略歴
初代藩主・堀直宥の四男として誕生。
正徳5年（1715年）、兄・直央の嫡子に定められ、享保5年（1720年）に直央の隠居により家督を継いだ。享保15年（1730年）死去。
跡を直央の長男の直旧が継いだ。

## 系譜
父母
- 堀直宥（実父）
- 堀直央（養父）

正室
- 松平忠雄の養女 ー 稲垣重武の娘

子女
- 堀直喜（長男）生母は正室
- 土岐頼煕継室

養子
- 堀直旧 ー 堀直央の長男